# Gez-ez-Angles
Gez-ez-Angles là một xã thuộc tỉnh Hautes-Pyrénées trong vùng Occitanie tây nam nước Pháp. Xã này nằm ở khu vực có độ cao trung bình 549 mét trên mực nước biển.